# Копривштица
Копри́вштица (болг. Копривщица) — город в Болгарии, на реке Тополница. Находится в Софийской области, входит в общину Копривштица. Население составляет 2039 человек (2022).

## История
Поселение основано в XIV веке.
В XIX веке Копривштица стала одним из культурных центров Болгарского возрождения.
В 1876 году она являлась один из центров апрельского восстания 1876 года. 20 апреля 1876 года несколько членов революционного комитета во главе с Тодором Каблешковым убивают турецких полицейских, которые пришли арестовывать Каблешкова. Каблешков пишет письмо о начале восстания (так называемое «кровавое письмо», поскольку письмо было написано кровью убитого полицейского), которое отправлено в Панагюриште для Георгия Бенковского. Спустя несколько дней революционеры праздновали победу, пока турецкие части не заняли Копривштицу и жестоко расправились с восставшими.
Во время Второй мировой войны 24 марта 1944 партизанский отряд им. Георгия Бенковского и партизаны из отряда «Чавдар» заняли и некоторое время удерживали Копривштицу.
С 1952 года - город-музей (здесь находятся исторические здания - памятники архитектуры XVII - XIX вв., в том числе каменные и деревянные жилые дома с резными потолками и галереями, росписями на фасадах и в интерьерах, а также церковь Богородицы 1817 года постройки со стенописями З. Зографа), в дальнейшем - туристический центр.
Раз в пять лет здесь проходит фестиваль народного творчества.
В 1985 году численность населения составляла 3,3 тыс. человек.

## Политическая ситуация
Кмет (мэр) общины Копривштица 

## Персоналии
- Димчо Дебелянов — выдающийся болгарский поэт
- Петко Стоянов — русский и болгарский офицер

## Галерея

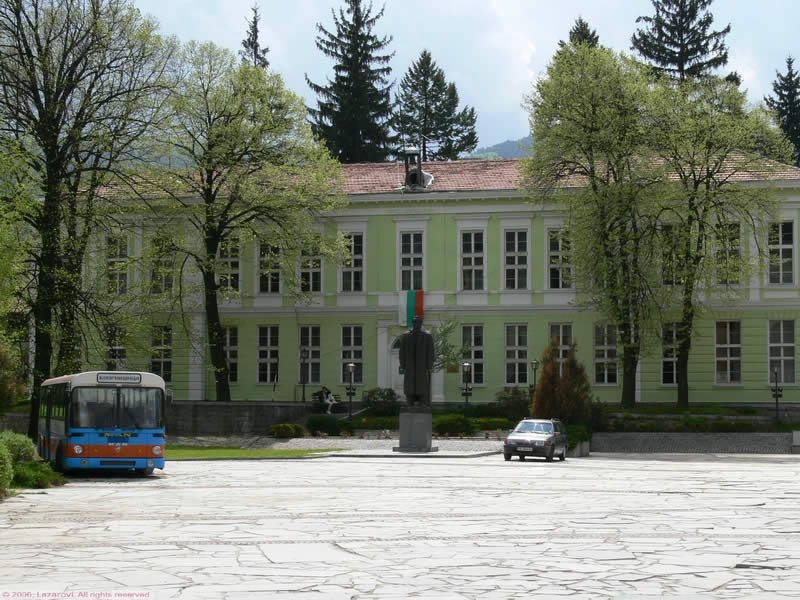
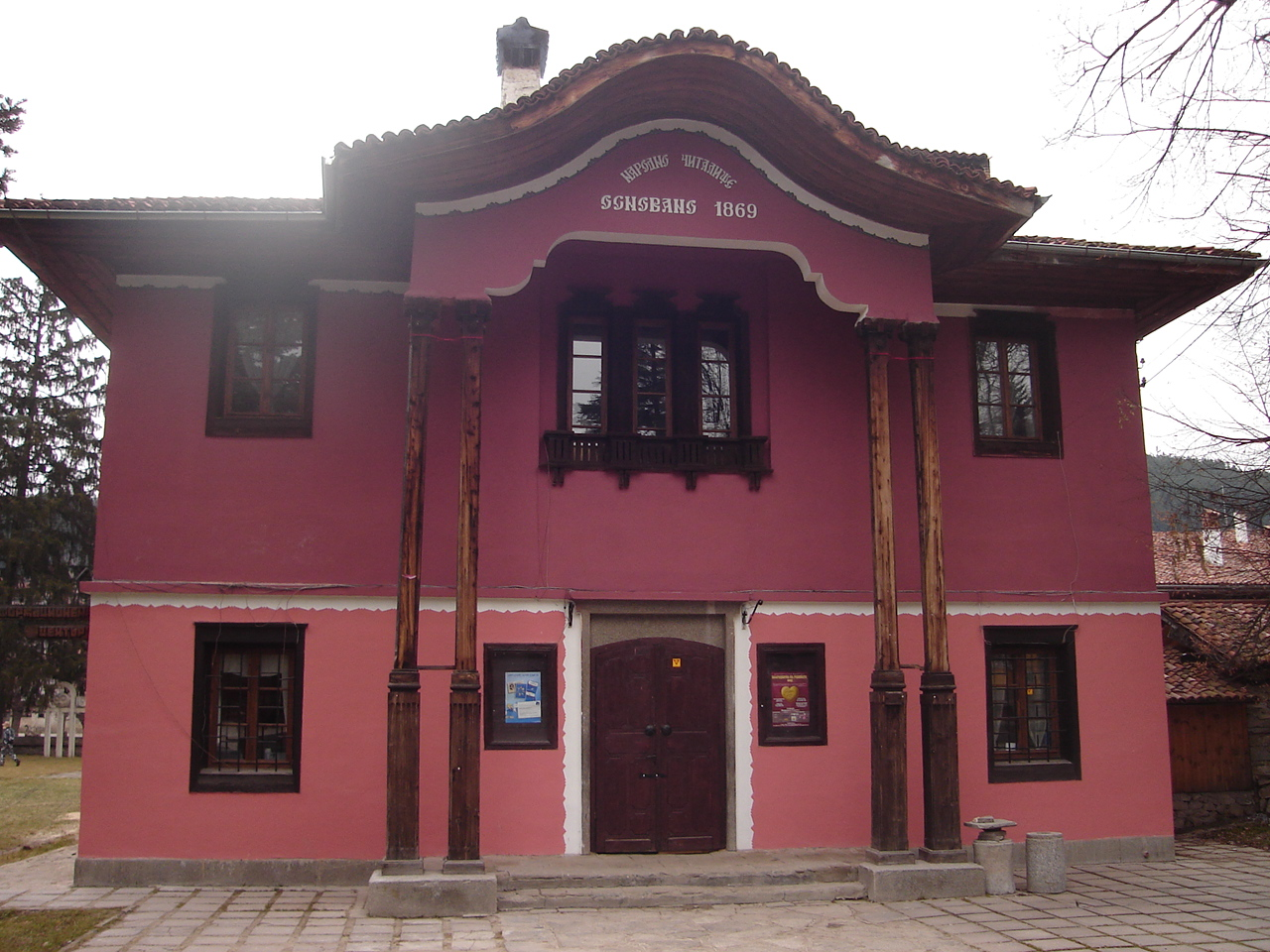
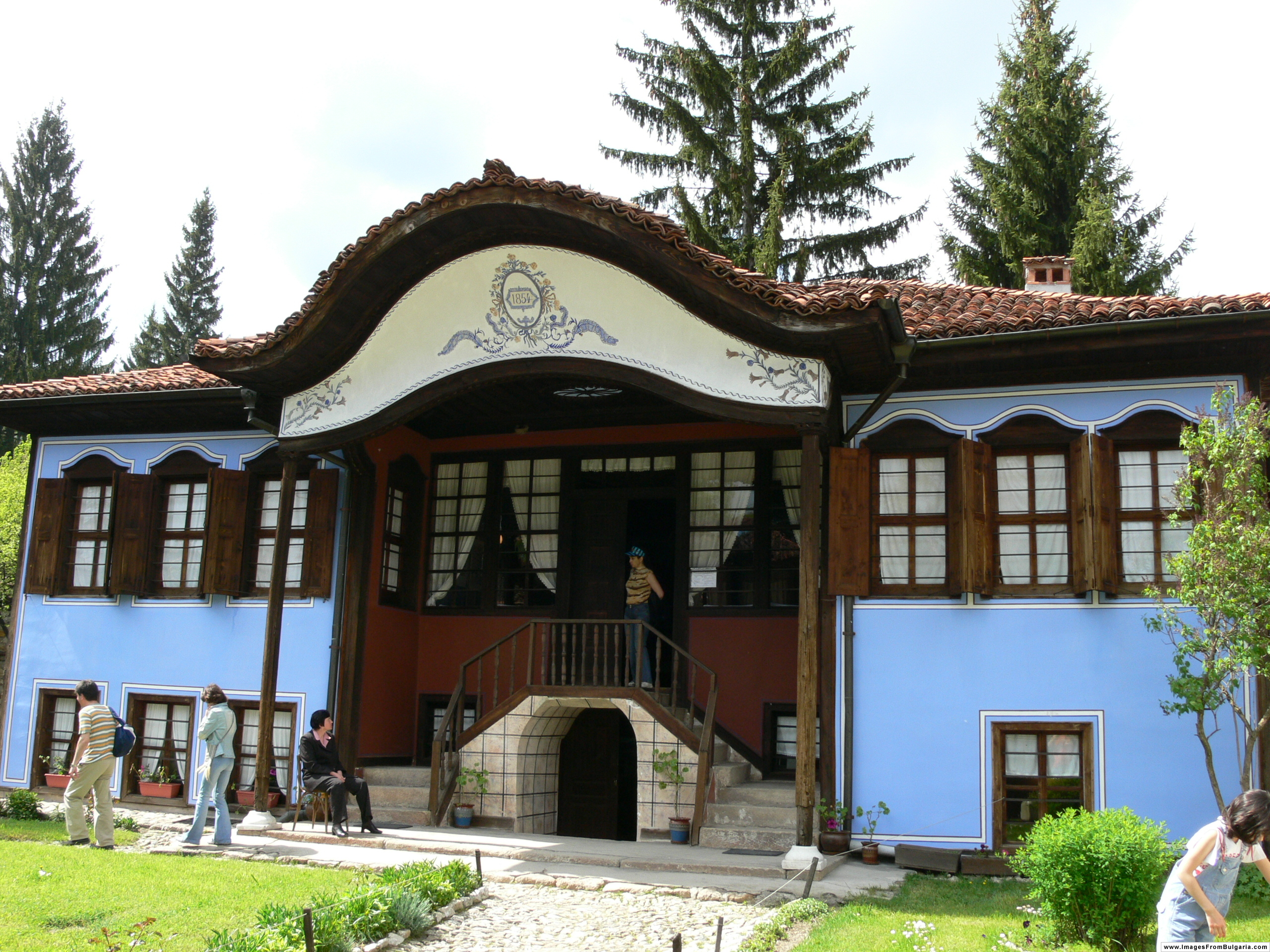
Строение XIX века
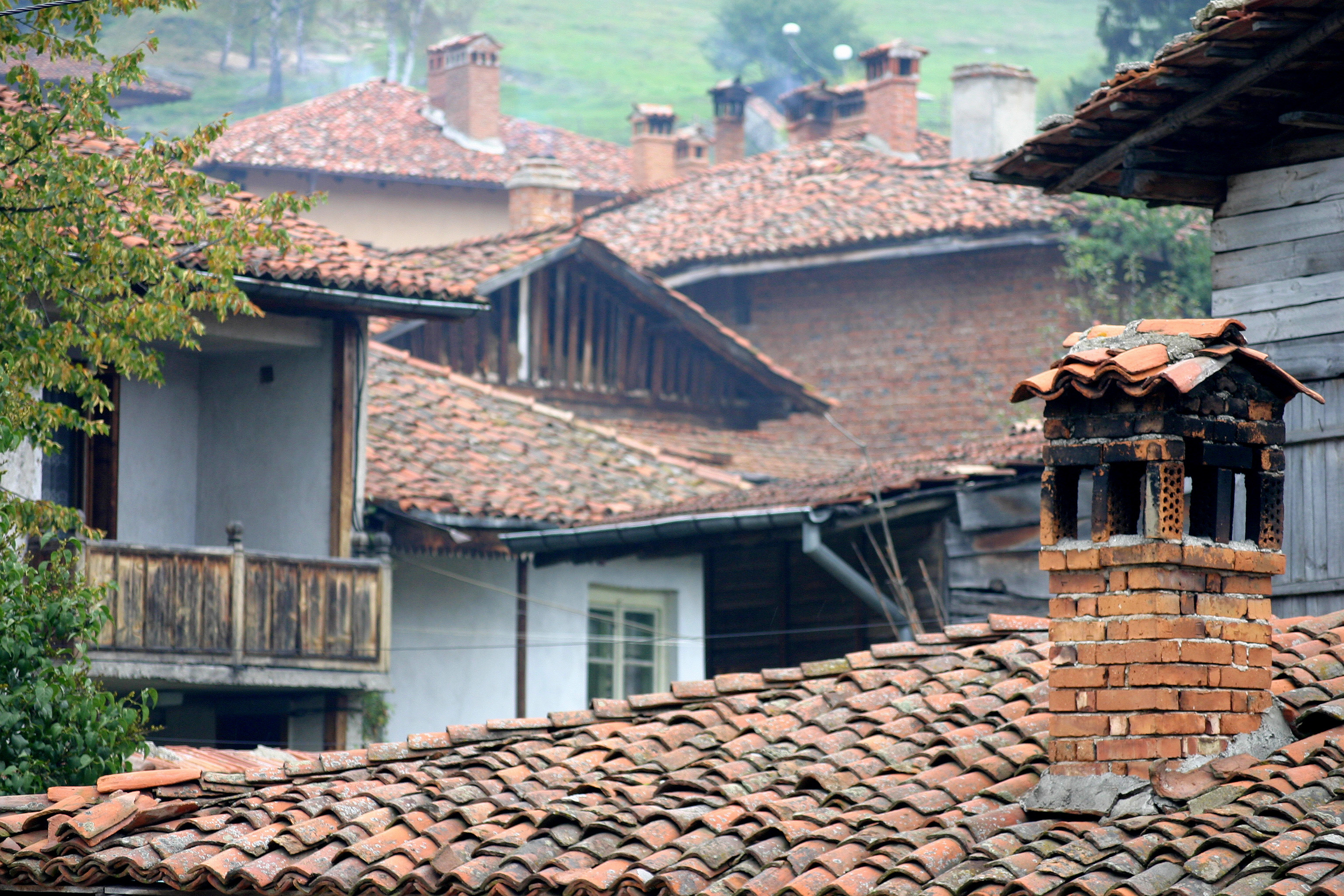